# Ma nouvelle Héloïse
Pour plus de détails, voir Fiche technique et Distribution.
Ma nouvelle Héloïse est un film suisse réalisé par Francis Reusser et sorti en 2012.
C'est une relecture du roman de Jean-Jacques Rousseau La Nouvelle Héloïse.

## Synopsis
Un riche mécène japonais, admirateur de l'œuvre de Rousseau, demande à un cinéaste atypique de réaliser une version filmée du célèbre roman La Nouvelle Héloïse.

## Fiche technique
- Titre : Ma nouvelle Héloïse
- Réalisation : Francis Reusser
- Scénario : Antoine Germa et Francis Reusser
- Musique : Thierry Lang
- Photographie : Henri Guareschi
- Montage : Francis Reusser
- Production : Emmanuelle de Riedmatten
- Société de production : CinéAtelier
- Genre : Drame
- Durée : 87 minutes
- Date de sortie : 
  -  Suisse 4 novembre 2012

## Distribution
- Alexandra Camposampiero  : Chloé
- Simon Guélat : Louis
- Lucia Placidi : Alicia
- Mali Van Valenberg : Marie
- Edmond Vullioud : Dan Servais